# Liste de films tournés dans le département des Hautes-Pyrénées
Un certain nombre d'œuvres cinématographiques et télévisuelles ont été tournés dans le département des Hautes-Pyrénées.
Voici une liste de films, téléfilms, feuilletons télévisés, films documentaires... tournés dans le département des Hautes-Pyrénées, classés par commune et lieu de tournage et date de diffusion.
- Haut – A
- B
- C
- D
- E
- F
- G
- H
- I
- J
- K
- L
- M
- N
- O
- P
- Q
- R
- S
- T
- U
- V
- W
- X
- Y
- Z

## A
- Haut – A
- B
- C
- D
- E
- F
- G
- H
- I
- J
- K
- L
- M
- N
- O
- P
- Q
- R
- S
- T
- U
- V
- W
- X
- Y
- Z

- Aéroport de Tarbes-Lourdes-Pyrénées
  - 2002 : Décalage horaire de Danièle Thompson[1]

- Argelès-Gazost
  - 1979 : Passeur d'hommes de J. Lee Thompson[2]
  - 1990 : Le Provincial de Christian Gion[3]
  - 2011 : Avant l'aube de Raphaël Jacoulot[4]

- Arreau
  - 1979 : Passeur d'hommes de J. Lee Thompson[2]

- Aulon
  - 2014 : Un village presque parfait de Stéphane Meunier[2]

- Aureilhan
  - 2013 : La Grande Boucle de Laurent Tuel[2]

## B
- Haut – A
- B
- C
- D
- E
- F
- G
- H
- I
- J
- K
- L
- M
- N
- O
- P
- Q
- R
- S
- T
- U
- V
- W
- X
- Y
- Z

- Bagnères-de-Bigorre
  - 2013 : La Grande Boucle de Laurent Tuel[2]

- Barèges
  - 2011 : Avant l'aube de Raphaël Jacoulot[4]
  - 2013 : La Grande Boucle de Laurent Tuel[2]

- Bonnemazon (Abbaye de l'Escaladieu)
  - 1979 : Passeur d'hommes de J. Lee Thompson[2]
  - 2001 : Le Pacte des loups de Christophe Gans[2]

## C
- Haut – A
- B
- C
- D
- E
- F
- G
- H
- I
- J
- K
- L
- M
- N
- O
- P
- Q
- R
- S
- T
- U
- V
- W
- X
- Y
- Z

- Cauterets (Pont d'Espagne)
  - 1979 : Passeur d'hommes de J. Lee Thompson[2]
  - 2011 : Avant l'aube de Raphaël Jacoulot[4]

- Col du Couradabat (basse montagne des Baronnies)
  - 2001 : Le Pacte des loups de Christophe Gans[2]

- Col du Tourmalet
  - 2013 : La Grande Boucle de Laurent Tuel[2]

- Col du Soulor
  - 1979 : Passeur d'hommes de J. Lee Thompson[2]

## D
- Haut – A
- B
- C
- D
- E
- F
- G
- H
- I
- J
- K
- L
- M
- N
- O
- P
- Q
- R
- S
- T
- U
- V
- W
- X
- Y
- Z

## E
- Haut – A
- B
- C
- D
- E
- F
- G
- H
- I
- J
- K
- L
- M
- N
- O
- P
- Q
- R
- S
- T
- U
- V
- W
- X
- Y
- Z

- Abbaye de l'Escaladieu
  - 1979 : Passeur d'hommes de J. Lee Thompson[2]
  - 2001 : Le Pacte des loups de Christophe Gans[2]

- Esparros
  - 2001 : Le Pacte des loups de Christophe Gans[2]

- Esquièze-Sère
  - 2011 : Avant l'aube de Raphaël Jacoulot[4]

## F
- Haut – A
- B
- C
- D
- E
- F
- G
- H
- I
- J
- K
- L
- M
- N
- O
- P
- Q
- R
- S
- T
- U
- V
- W
- X
- Y
- Z

- Ferrère
  - 1997 : James Bond-Demain ne meurt jamais de Roger Spottiswoode[2]
  - 2013 : La Grande Boucle de Laurent Tuel[2]

## G
- Haut – A
- B
- C
- D
- E
- F
- G
- H
- I
- J
- K
- L
- M
- N
- O
- P
- Q
- R
- S
- T
- U
- V
- W
- X
- Y
- Z

- Gavarnie
  - 2011 : Avant l'aube de Raphaël Jacoulot[5],[4]

- Cirque de Gavarnie
  - 2013 : La Grande Boucle de Laurent Tuel[2]

- Gave du Marcadau
  - 1979 : Passeur d'hommes de J. Lee Thompson[2]

- Gèdre
  - 2011 : Avant l'aube de Raphaël Jacoulot[5],[4]

## H
- Haut – A
- B
- C
- D
- E
- F
- G
- H
- I
- J
- K
- L
- M
- N
- O
- P
- Q
- R
- S
- T
- U
- V
- W
- X
- Y
- Z

- Haute montagne des Baronnies
  - 2001 : Le Pacte des loups de Christophe Gans[2]

## I
- Haut – A
- B
- C
- D
- E
- F
- G
- H
- I
- J
- K
- L
- M
- N
- O
- P
- Q
- R
- S
- T
- U
- V
- W
- X
- Y
- Z

- Ibos
  - 2013 : La Grande Boucle de Laurent Tuel[2]

## J
- Haut – A
- B
- C
- D
- E
- F
- G
- H
- I
- J
- K
- L
- M
- N
- O
- P
- Q
- R
- S
- T
- U
- V
- W
- X
- Y
- Z

## K
- Haut – A
- B
- C
- D
- E
- F
- G
- H
- I
- J
- K
- L
- M
- N
- O
- P
- Q
- R
- S
- T
- U
- V
- W
- X
- Y
- Z

## L
- Haut – A
- B
- C
- D
- E
- F
- G
- H
- I
- J
- K
- L
- M
- N
- O
- P
- Q
- R
- S
- T
- U
- V
- W
- X
- Y
- Z

- La Barthe-de-Neste

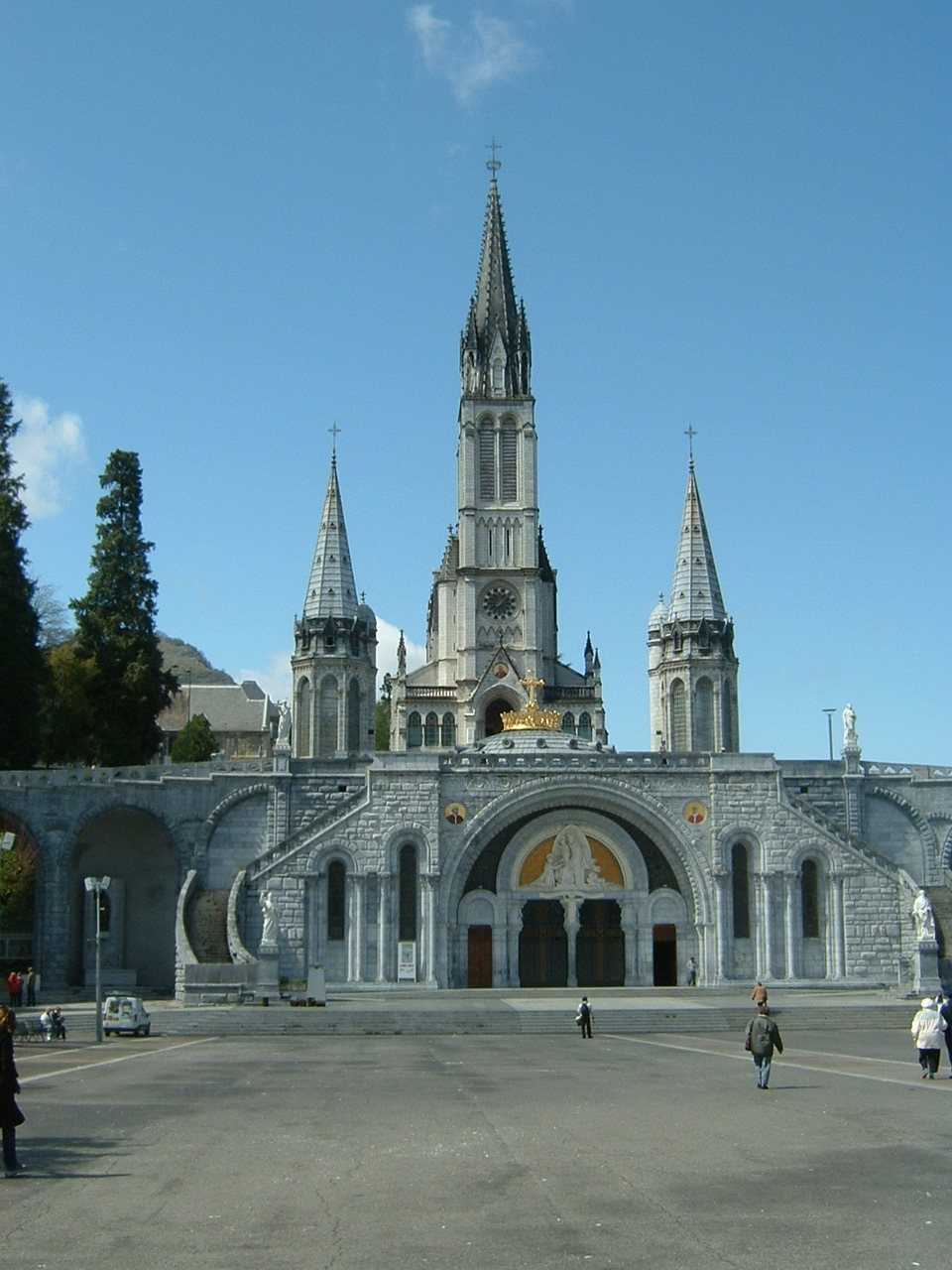
Basilique de l'Immaculée-Conception

  - 2001 : Le Pacte des loups de Christophe Gans[2]
  - 2011 : Avant l'aube de Raphaël Jacoulot[4]

- Labastide
  - 2001 : Le Pacte des loups de Christophe Gans[2]

- Lanespède
  - 2013 : La Grande Boucle de Laurent Tuel[2]

- Lourdes
  - 1960 : Il suffit d'aimer de Robert Darène[6]
  - 1964 : Et vint le jour de la vengeance de Fred Zinnemann[2]
  - 1987 : Le Miraculé de Jean-Pierre Mocky[7]
  - 1996 : Hommes, femmes : mode d'emploi de Claude Lelouch (Basilique de l'Immaculée-Conception, basilique Notre-Dame-du-Rosaire, esplanade du Rosaire, Pont Vieux, Avenue Peyramale)
  - 2009 : D'une seule voix de Xavier de Lauzanne[6]
  - 2011 : Mon arbre de Bérénice André[6]
  - 2011 : Avant l'aube de Raphaël Jacoulot[4]

- Loudenvielle
  - 1997 : James Bond-Demain ne meurt jamais de Roger Spottiswoode (Col de Peyresourde)[2]

- Luz-Saint-Sauveur
  - 2011 : Avant l'aube de Raphaël Jacoulot[4]

## M
- Haut – A
- B
- C
- D
- E
- F
- G
- H
- I
- J
- K
- L
- M
- N
- O
- P
- Q
- R
- S
- T
- U
- V
- W
- X
- Y
- Z

## N
- Haut – A
- B
- C
- D
- E
- F
- G
- H
- I
- J
- K
- L
- M
- N
- O
- P
- Q
- R
- S
- T
- U
- V
- W
- X
- Y
- Z

## O
- Haut – A
- B
- C
- D
- E
- F
- G
- H
- I
- J
- K
- L
- M
- N
- O
- P
- Q
- R
- S
- T
- U
- V
- W
- X
- Y
- Z

## P
- Haut – A
- B
- C
- D
- E
- F
- G
- H
- I
- J
- K
- L
- M
- N
- O
- P
- Q
- R
- S
- T
- U
- V
- W
- X
- Y
- Z

- Peyragudes
  - 1997 : James Bond-Demain ne meurt jamais de Roger Spottiswoode[2]

- Pierrefitte-Nestalas
  - 1979 : Passeur d'hommes de J. Lee Thompson[2]
  - 2011 : Avant l'aube de Raphaël Jacoulot[4]

- Pic du Midi de Bigorre
  - 1931 : La Fin du monde de Abel Gance[8]

- Pla du moula (basse montagne des Baronnies)
  - 2001 : Le Pacte des loups de Christophe Gans[2]

## Q
- Haut – A
- B
- C
- D
- E
- F
- G
- H
- I
- J
- K
- L
- M
- N
- O
- P
- Q
- R
- S
- T
- U
- V
- W
- X
- Y
- Z

## R
- Haut – A
- B
- C
- D
- E
- F
- G
- H
- I
- J
- K
- L
- M
- N
- O
- P
- Q
- R
- S
- T
- U
- V
- W
- X
- Y
- Z

## S
- Haut – A
- B
- C
- D
- E
- F
- G
- H
- I
- J
- K
- L
- M
- N
- O
- P
- Q
- R
- S
- T
- U
- V
- W
- X
- Y
- Z

- Sassis
  - 2011 : Avant l'aube de Raphaël Jacoulot[4]

- Soulom
  - 2011 : Avant l'aube de Raphaël Jacoulot[4]

## T
- Haut – A
- B
- C
- D
- E
- F
- G
- H
- I
- J
- K
- L
- M
- N
- O
- P
- Q
- R
- S
- T
- U
- V
- W
- X
- Y
- Z

- Tarbes
  - 2011 : Avant l'aube de Raphaël Jacoulot[4]
  - 2013 : La Grande Boucle de Laurent Tuel[2]
  - 2018 : I Feel Good de Chang-dong Lee[9]

## U
- Haut – A
- B
- C
- D
- E
- F
- G
- H
- I
- J
- K
- L
- M
- N
- O
- P
- Q
- R
- S
- T
- U
- V
- W
- X
- Y
- Z

## V
- Haut – A
- B
- C
- D
- E
- F
- G
- H
- I
- J
- K
- L
- M
- N
- O
- P
- Q
- R
- S
- T
- U
- V
- W
- X
- Y
- Z

## W
- Haut – A
- B
- C
- D
- E
- F
- G
- H
- I
- J
- K
- L
- M
- N
- O
- P
- Q
- R
- S
- T
- U
- V
- W
- X
- Y
- Z

## X
- Haut – A
- B
- C
- D
- E
- F
- G
- H
- I
- J
- K
- L
- M
- N
- O
- P
- Q
- R
- S
- T
- U
- V
- W
- X
- Y
- Z

## Y
- Haut – A
- B
- C
- D
- E
- F
- G
- H
- I
- J
- K
- L
- M
- N
- O
- P
- Q
- R
- S
- T
- U
- V
- W
- X
- Y
- Z

## Z
- Haut – A
- B
- C
- D
- E
- F
- G
- H
- I
- J
- K
- L
- M
- N
- O
- P
- Q
- R
- S
- T
- U
- V
- W
- X
- Y
- Z